# Naturschutzgebiet Günninghauser Mark
Das Naturschutzgebiet Günninghauser Mark ist ein 227 ha großes Naturschutzgebiet (NSG) südlich von Winterberg. Das Gebiet wurde 2008 mit dem Landschaftsplan Winterberg durch den Hochsauerlandkreis als (NSG) ausgewiesen.  Zwei Teilbereiche waren vor 2008 als Naturschutzgebiet Schluchtwald Angstbecke und Naturschutzgebiet Kapper Trolliuswiese ausgewiesen. Das NSG ist Teil des Fauna-Flora-Habitat-Gebietes Schluchtwald Angstbecke und Günninghauser Mark (DE-4817-302). Im NSG liegen die Gipfel des Bärenberg (Winterberg) mit 743 m und des Wetzstein (Winterberg) mit 771 m.

## Beschreibung
Das NSG umfasst den dortigen Rotbuchenwald, ferner gibt es Schluchtwald und Schatthangwald. Im Tal der Sonneborn und im Bereich südlich der Kappe befinden sich Bereiche mit Grünland. Dieses Grünland aus sickerquelligen Nasswiesen und artenreichen Magergrünland ist brachgefallen oder extensiv mit Rindern beweidet.

## Schutzzweck
Das Naturschutzgebiet wurde zur Erhaltung und Entwicklung eines Waldes und Grünlandbereiche als Lebensraum gefährdeter Tier- und Pflanzenarten ausgewiesen. Wie bei anderen Naturschutzgebieten in Deutschland wurde in der Schutzausweisung darauf hingewiesen, dass das Gebiet „wegen der landschaftlichen Schönheit und Einzigartigkeit“ zum Naturschutzgebiet wurde.